# Elendhof (Altmärkische Wische)
Elendhof ist ein Wohnplatz im Ortsteil Wendemark der Gemeinde Altmärkische Wische im Landkreis Stendal in Sachsen-Anhalt.

## Geografie
Der Elendhof, auch Elendshof genannt, ein Hof in der Wische, liegt etwa 1½ Kilometer nordöstlich von Wendemark und 2½ Kilometer nordwestlich der Stadt Werben (Elbe) am Flüsschen Tauber Aland im Biosphärenreservat Mittelelbe und im Landschaftsschutzgebiet Aland-Elbe-Niederung.

## Geschichte
Der Hof ist auf älteren Karten nicht beschriftet. Auf der digitalen Karte Top50 aus Jahre 2003 und in den gedruckten Ortsverzeichnissen von 2008 und 2013 wird er als Elendshof aufgeführt. Der Elendhof, auch Elend-Hof geschrieben, ist über 700 Jahre alt und wurde von einer Familie, die ursprünglich aus Braunschweig stammt, vorwiegend in Eigenleistungen in den letzten Jahren wieder aufgebaut.